# Golden State Warriors 1983-1984
La stagione 1983-84 dei Golden State Warriors fu la 35ª nella NBA per la franchigia.
I Golden State Warriors arrivarono quinti nella Pacific Division della Western Conference con un record di 37-45, non qualificandosi per i play-off.

## Risultati
| Squadra                | V  | P  | %    | GB |
| ---------------------- | -- | -- | ---- | -- |
| Los Angeles Lakers     | 54 | 28 | 65,9 | -  |
| Portland Trail Blazers | 48 | 34 | 58,5 | 6  |
| Seattle SuperSonics    | 42 | 40 | 51,2 | 12 |
| Phoenix Suns           | 41 | 41 | 50,0 | 13 |
| Golden State Warriors  | 37 | 45 | 45,1 | 17 |
| San Diego Clippers     | 30 | 52 | 36,6 | 24 |

## Roster
| N° | Naz.                   | Ruolo | Sportivo          | Anno | Alt. | Peso \|\| |
| -- | ---------------------- | ----- | ----------------- | ---- | ---- | --------- |
| 2  | Stati Uniti (bandiera) | C     | Joe Barry Carroll | 1958 | 213  | 102       |
| 13 | Stati Uniti (bandiera) | AC    | Larry Smith       | 1958 | 203  | 98        |
| 15 | Stati Uniti (bandiera) | G     | Lester Conner     | 1959 | 193  | 82        |
| 17 | Stati Uniti (bandiera) | G     | Ron Brewer        | 1955 | 193  | 82        |
| 18 | Stati Uniti (bandiera) | GA    | Don Collins       | 1958 | 198  | 86        |
| 18 | Stati Uniti (bandiera) | G     | Lorenzo Romar     | 1958 | 185  | 79        |
| 20 | Stati Uniti (bandiera) | G     | Pace Mannion      | 1960 | 201  | 86        |
| 21 | Stati Uniti (bandiera) | G     | Sleepy Floyd      | 1960 | 191  | 77        |
| 22 | Stati Uniti (bandiera) | AC    | Darren Tillis     | 1960 | 211  | 98        |
| 23 | Stati Uniti (bandiera) | G     | Mike Bratz        | 1955 | 188  | 84        |
| 33 | Stati Uniti (bandiera) | A     | Sam Williams      | 1959 | 203  | 95        |
| 40 | Stati Uniti (bandiera) | C     | Russell Cross     | 1961 | 208  | 98        |
| 43 | Stati Uniti (bandiera) | A     | Mickey Johnson    | 1952 | 208  | 86        |
| 45 | Stati Uniti (bandiera) | GA    | Purvis Short      | 1957 | 201  | 95        |
| 55 | Stati Uniti (bandiera) | C     | Chris Engler      | 1959 | 211  | 111       |

## Staff tecnico
- Allenatore: Johnny Bach
- Vice-allenatore: Bob Zuffelato
- Preparatore atletico: Dick D'Oliva